# Ігнатій Стобенський

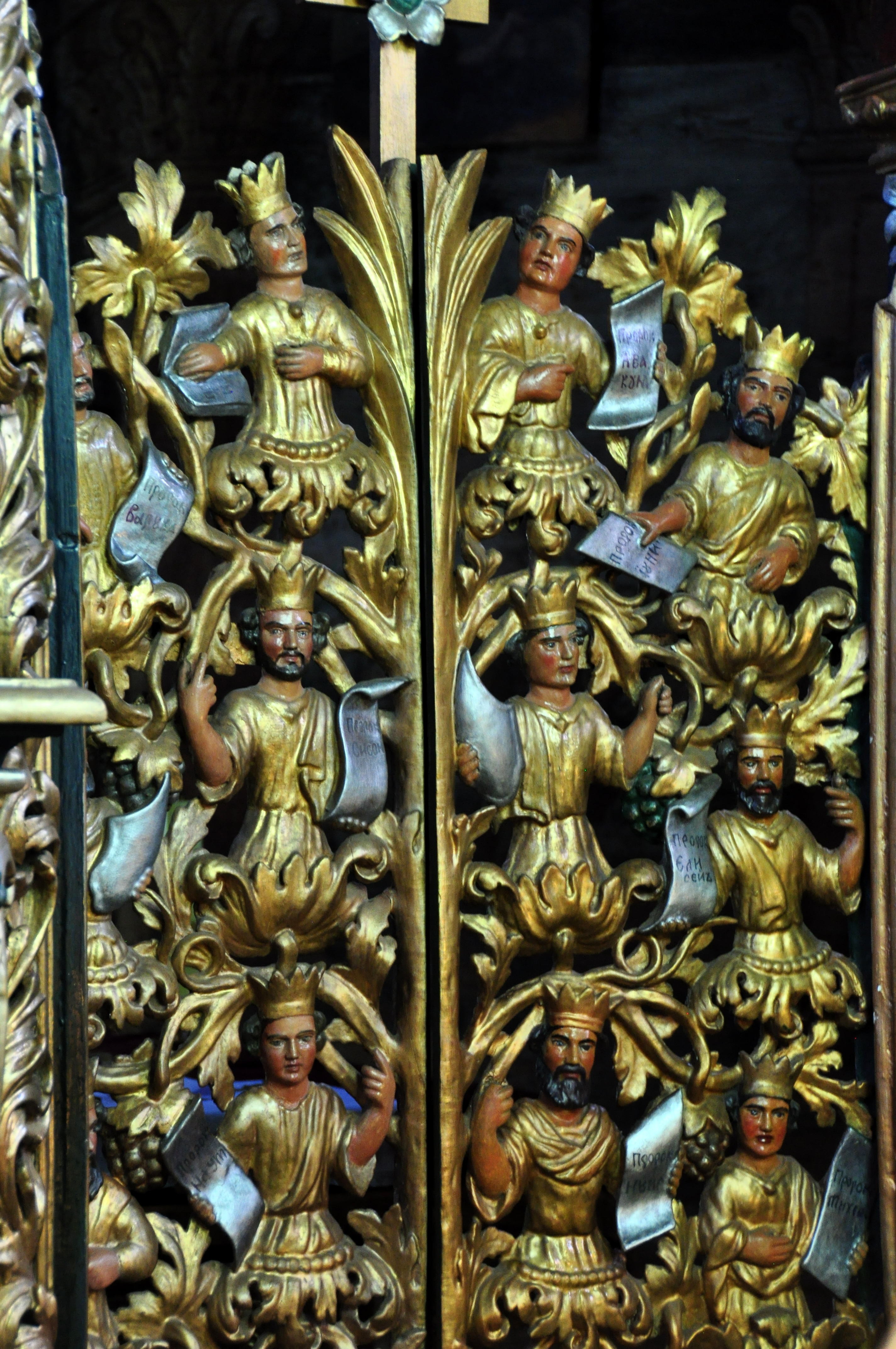
Царські врата. Різьблення Ігнатія Стобенського

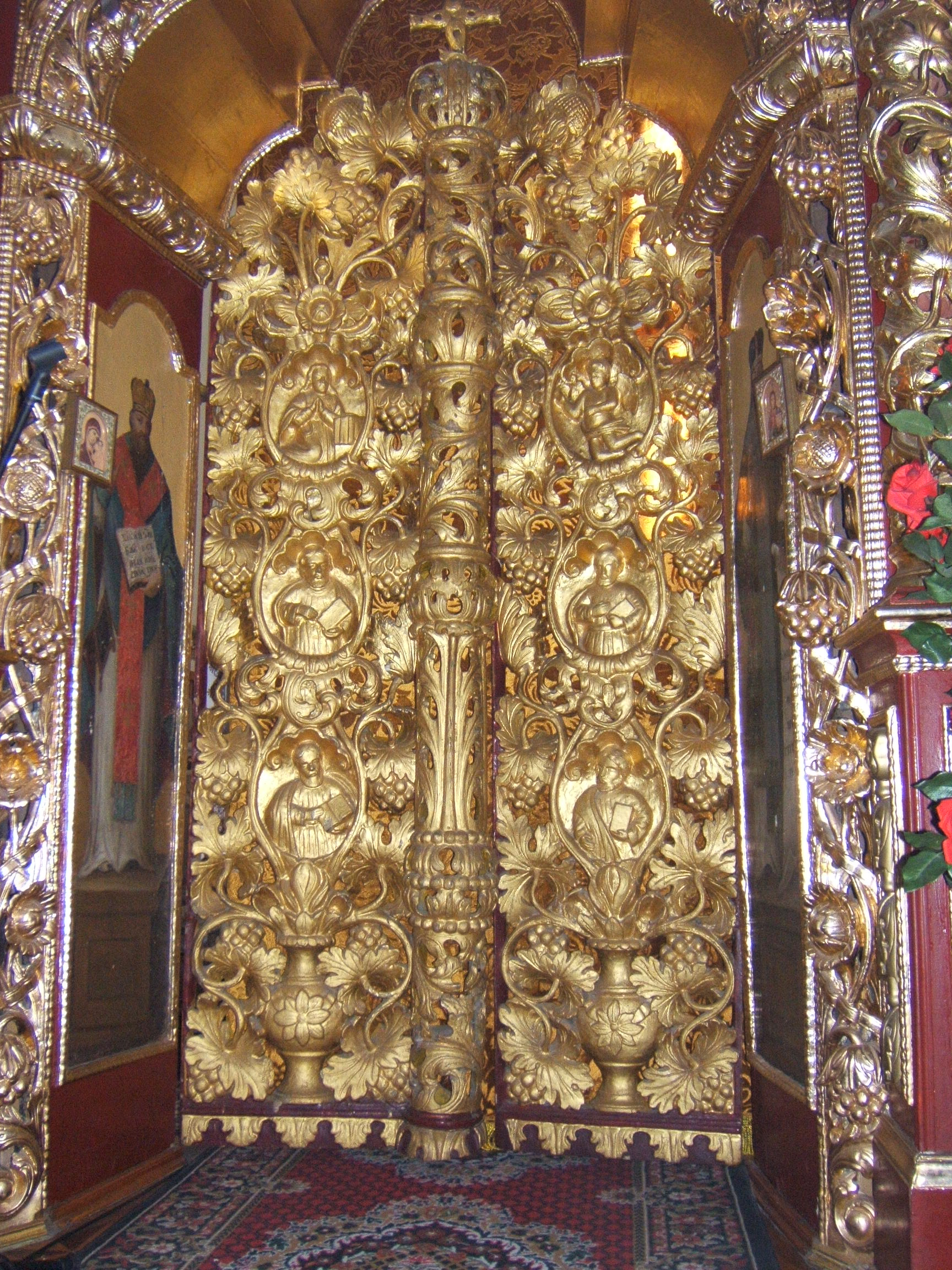

Гнат Стобенський, або Ігна́тій Стобенський (відомий також як сницар Ігнатій; ? — 1742) — сницар жовківської школи першої половини XVIII століття, український галицький скульптор-різьбяр. Батько Івана Стобенського. Мешкав у Жовкві.
Відомий роботами:
- у церкві святого Миколая в Бережанах[4] (автор різьби стулок царських врат, деяких колон, кивоту, фігурок на ньому, рам ікон бічних вівтарів)
- різьба іконостасу монастиря оо. Василіян у селі Деревачі (1719 року), який потім перевезли до церкви Краснопущанського монастир отців Василіян, за совітів таємно підводами перевезли до церкви Успіння Пресвятої Богородиці у селі Вербів Бережанського району.[5]

Володимир Вуйцик припускав, що він також міг бути автором різьби для іконостасу церкви святого Миколая у Бучачі, виконаної на замовлення Миколи Василя Потоцького.
Віра Свєнціцька припускала, що він міг бути автором різьби для іконостасу церкви Святої Трійці у Жовкві.